# Oxinasphaera lowryi
Oxinasphaera lowryi är en kräftdjursart som beskrevs av Bruce1997. Oxinasphaera lowryi ingår i släktet Oxinasphaera och familjen klotkräftor. Inga underarter finns listade i Catalogue of Life.